# Precinct de Du Quoin No. 8
Le precinct Du Quoin n° 8 est un precinct électoral du comté de Perry dans l'Illinois, aux États-Unis. En 2010, ce precinct comptait une population de 762 habitants.